# Telamonia leopoldi
Telamonia leopoldi är en spindelart som beskrevs av Roewer 1938. Telamonia leopoldi ingår i släktet Telamonia och familjen hoppspindlar. Inga underarter finns listade i Catalogue of Life.